# Lê Trung Trung
Lê Trung Trung war ein südvietnamesischer Radrennfahrer.

## Sportliche Laufbahn
Lê Trung Trung war im Straßenradsport aktiv. Er war Teilnehmer der Olympischen Sommerspiele 1956 in Melbourne. Im olympischen Einzelrennen kam er beim Sieg von Ercole Baldini nicht ins Ziel. In der Mannschaftswertung des Straßenrennens kam das Team aus Südvietnam mit Lê Trung Trung nicht in die Wertung.